# Marija Ujević-Galetović

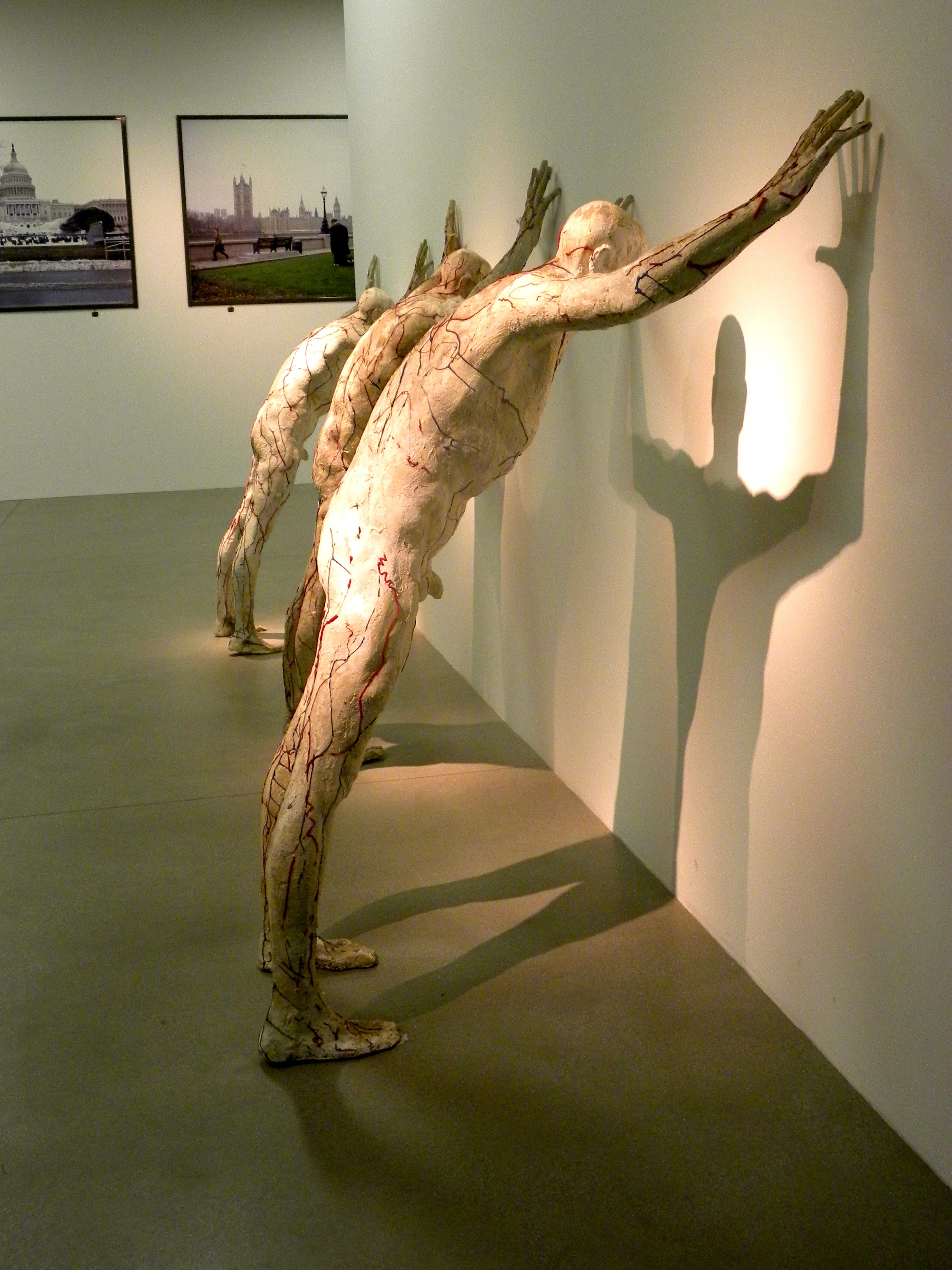
Target II, vedere laterală

Marija Ujević Galetović (n. 20 octombrie 1933, Zagreb, Regatul Iugoslaviei – d. 13 martie 2023, Zagreb, Croația) a fost o sculptoriță și pictoriță croată. A trăit și a lucrat în Zagreb, Croația.

## Activitatea și cariera artistică
Lucrările ei includ portrete și sculpturi. A studiat sculptura la Școala Centrală de Artă și Design din Londra. Din 1987 și-a început activitatea de profesoară în cadrul Academiei de Arte Frumoase la Universitatea din Zagreb, unde a obținut titlul de profesor universitar în 1995. Este, de asemenea, un membru activ al Academiei Croate de Științe și Arte. Este autoarea a numeroase sculpturi de interior și sculpturi destinate spațiilor publice, sculpturi care se găsesc în orașe precum: Virovitica, Vrsar, Zagreb, Marija Bistrica, Sinj, Cres, Rijeka, Osijek, Labin, Visoko, Bihać și Novi Sad. Printre sculpturile notabile, de menționat sunt: monumentul Miroslav Krleža în Osijek, monumentul Miroslav Krleža în Zagreb, monumentul August Šenoa în Zagreb, sculptura Alergător amplasată pe cheiul râului Sava în Zagreb, monumentul Frane Petrić în Cres, monumentul Jakov Gotovac în Osor și monumentul Sterija Popović în Novi Sad.
A avut multe expoziții personale în Croația și în străinătate, inclusiv expoziții la Galeria Forum (Zagreb, 1980, 1992), Galeria Sebastian (Dubrovnik, 1981), Galeria Sebastian (Belgrad, 1984), Ex Granai della Repubblica la Zitellelle (Veneția, 1991), Académie de France à la Roma în Villa Medicis (Roma, 1991), HDLU (Asociația Artiștilor din Croația, Zagreb, 2005), Ambasada Croată la Roma (Roma, 2009) și Galeria Močibob (Zagreb, 2010).

## Premii
- Premiul pentru monumentul Seljačka buna (Răscoala) (Zagreb, 1970).
- Premiul pentru monumentul Kozara (Sarajevo, 1971).
- Premiul I pentru monumentul August Cesarec (Zagreb, 1973).
- Premiul pentru realizarea monumentului Miroslava Krleža.
- Premiul în cadrul Zagreb Salon (Zagreb, 1982).
- Premiul la Trienala de Scultură Croată (Zagreb, 1986).
- Premiul pentru monumentul August Šenoa (Zagreb, 1987).
- Premiul Orașului Zagreb (Zagreb, 1989).
- Premiul în cadrul Zagreb Salon (Zagreb, 1990).